# Asiatische Gartenspitzmaus
Die Asiatische Gartenspitzmaus (Crocidura shantungensis) ist eine Spitzmausart aus der Gattung der Weißzahnspitzmäuse (Crocidura). Sie kommt in Ostasien von Sibirien, Russland, über weite Teile der Volksrepublik China und Korea mit der Insel Jeju-do vor. Außerdem lebt die Art auf den japanischen Inseln Tsushima und Kamishima und auf Taiwan.

## Merkmale
Mit einer Kopf-Rumpf-Länge von etwa 5,1 bis 6,5 Zentimetern zählt die Asiatische Gartenspitzmaus zu den kleinsten Spitzmausarten Eurasiens und ist etwa so groß wie die nur auf der Insel Hainan vorkommenden Arten Crocidura wuchihensis und Crocidura indochinensis. Der Schwanz erreicht eine Länge von 35 bis 43 Millimetern und ist mit etwa 70 % der Kopf-Rumpf-Länge vergleichsweise kurz; er ist sehr breit am Ansatz und wird zur Schwanzspitze schmaler, zudem trägt er zahlreiche Fühlborsten. Der Hinterfuß weist eine Länge von 10 bis 13 Millimetern auf. Das Rückenfell ist dunkel braungrau mit einem etwas graueren Bauch, etwa heller als bei C. wuchihensis.
| 1 | · | 3 | · | 1 | · | 3 | = 28 |
| 1 | · | 1 | · | 1 | · | 3 | = 28 |

Der Schädel hat eine Gesamtlänge von 15,5 bis 17 Millimetern. Wie alle Arten der Gattung besitzt die Art im Oberkiefer pro Hälfte einen Schneidezahn (Incisivus) und danach drei einspitzige Zähne, einen Prämolaren und drei Molaren. Im Unterkiefer besitzt sie dagegen einen einzelnen Eckzahn (Caninus) hinter dem Schneidezahn. Insgesamt verfügen die Tiere damit über ein Gebiss aus 28 Zähnen. Die Zahnwurzeln sind wie bei allen Weißzahnspitzmäusen im Gegensatz zu denen der Rotzahnspitzmäuse nicht pigmentiert.

## Verbreitung

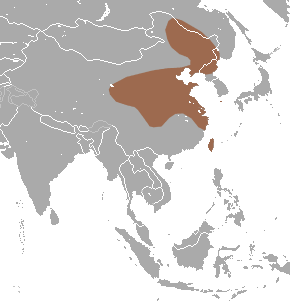
Verbreitungsgebiet (braun) der Asiatischen Gartenspitzmaus nach Angaben der IUCN.

Die Asiatische Gartenspitzmaus kommt in Ostasien von Sibirien, Russland, über weite Teile der Volksrepublik China und Korea mit der Insel Jeju-do vor. Außerdem lebt die Art auf den japanischen Inseln Tsushima und Kamishima und auf Taiwan. In China ist die Art in fast allen Provinzen Zentral- bis Ostchinas nachgewiesen, also in Heilongjiang, Liaoning, Jilin, Sichuan, Yunnan, Guizhou, Hebei, Shaanxi, Gansu, Qinghai, Peking, Shandong, Shanxi, Anhui, Zhejiang und Jiangsu.

## Lebensweise
Die Asiatische Gartenspitzmaus kommt in zahlreichen Lebensräumen vor, wobei die Habitate von trockenen Halbwüsten- und Steppengebieten im Westen bis hin zu Nadel- und Laubwaldgebieten, teilweise auch Bergwäldern, im Süden und in Zentralchina reichen. Im Südosten kommt die Art zudem im intensiv landwirtschaftlich genutzten Gebiet entlang des Jangtsekiangs vor. In Japan lebt die Art an Flüssen sowie in Gebüschen am Rande landwirtschaftlicher Nutzflächen sowie im Hügelland. Wie alle Spitzmäuse ernährt sich auch diese Art von wirbellosen Tieren, vor allem Insekten. Über die Fortpflanzung ist nur wenig bekannt.

## Systematik
Die Asiatische Gartenspitzmaus wird als eigenständige Art innerhalb der Gattung der Weißzahnspitzmäuse (Crocidura) eingeordnet, die aus etwa 170 Arten besteht. Die wissenschaftliche Erstbeschreibung stammt von Gerrit Smith Miller aus dem Jahr 1901, der ein Individuum aus der Provinz Shandong beschrieb. Diese Art wurde zeitweise der Art C. suaveolens zugeordnet.
Innerhalb der Art wird heute neben der Nominatform Crocidura shantungensis shantungensis noch teilweise Crocidura shantungensis quelpartis als zweite Unterart unterschieden. Crocidura shantungensis quelpartis wurde auch Crocidura dsinezumi und Crocidura russula zugeordnet. Hoffmann und Lunde unterscheiden dagegen allein in China insgesamt vier Unterarten, neben C. s. shantungensis sind dies C. s. hosletti, C. s. orientis und C. s. phaeopus.

## Bedrohung und Schutz
Die Asiatische Gartenspitzmaus wird von der International Union for Conservation of Nature and Natural Resources (IUCN) aufgrund des großen Verbreitungsgebietes, der großen Populationen und der nicht vorhandenen Bestandsgefährdung als nicht gefährdet (least concern) eingeordnet.

## Belege
1. 1 2 3 4 5 6  Robert S. Hoffmann, Darrin Lunde: Asian Lesser White-toothed Shrew. In: Andrew T. Smith, Yan Xie: A Guide to the Mammals of China. Princeton University Press, Princeton NJ 2008, ISBN 978-0-691-09984-2, S. 301.
2. 1 2 3 4  Crocidura shantungensis in der Roten Liste gefährdeter Arten der IUCN 2013.2. Eingestellt von: H. Temple, 2008. Abgerufen am 18. Januar 2014.
3. 1 2 3 4   Crocidura shantungensis (Memento vom 3. Februar 2014 im Internet Archive). In: Don E. Wilson, DeeAnn M. Reeder (Hrsg.): Mammal Species of the World. A taxonomic and geographic Reference. 2 Bände. 3. Auflage. Johns Hopkins University Press, Baltimore MD 2005, ISBN 0-8018-8221-4.